# Грудень 2021
Грудень 2021 — дванадцятий місяць 2021 року, що розпочався у середу 1 грудня та закінчився у п'ятницю 31 грудня.

## Події
- 4 грудня
  - Повне сонячне затемнення. Повне затемнення можна було спостерігати в Антарктиці; часткове — у Південній Півкулі (Австралії та Новій Зеландії, Чилі, Намібії, Лесото, ПАР).[1]
- 6 грудня
  - Через виверження вулкана Семеру[en] на індонезійському острові Ява загинуло 22 особи, 27 людей вважаються зниклими безвісти.[2].
- 7 грудня
  - У результаті ДТП за участі мікроавтобуса поблизу Чернігова 13 людей загинуло, ще 7 травмовані[3].
  - Відбулися переговори Джо Байдена з Володимиром Путіним стосовно ситуації на сході України та просування НАТО на Схід.[4][5]
- 8 грудня
  - Бундестаг обрав канцлером Німеччини Олафа Шольца (СДПН)[6].
  - Здіснено запуск до МКС корабля Союз МС-20 із трьома космонавтами. Серед них — двоє японських космічних туристів[7].
  - Міністри оборони України, Литви та Грузії підписали угоду у сфері кібербезпеки, яка передбачає створення групи з аналізу та протидії кіберзагрозам.[8]
- 10 грудня
  - У матчі за звання чемпіона світу із шахів 2021 чинний чемпіон норвежець Магнус Карлсен здобув дострокову перемогу над росіянином Яном Непомнящим та здобув титут уп'яте[9].
- 12 грудня
  - Переможцем Чемпіонату 2021 Формули-1 вперше став Макс Ферстаппен. Кубок конструкторів восьме поспіль виборола команда «Мерседес»[10][11].
  - Переможницею конкурсу Міс Всесвіт 2021 року стала представниця Індії Харнааз Сандху[12].
  - Після низки гучних скандалів замміністра МВС України Олександра Гогілашвілі звільнили з посади[13]
- 13 грудня
  - Журнал Time назвав Ілона Маска Людиною року[14].
  - Комета Леонард, відкрита у 2021 році, максимально наблизилась до Землі[15].
  - Після низки гучних скандалів замміністра МВС Олександра Гогілашвілі звільнили з посади[16].
  - It Takes Two виграла головний приз «Відеогра року» на церемонії вручення The Game Awards 2021[en][17]/
  - В Україні через негоду знеструмлені 187 населених пунктів у 5 областях[18][19]
- 14 грудня
  - СБУ ліквідувала найбільшу в Україні мережу з виготовлення фейкових сертифікатів про COVID-вакцинацію.[20]
- 15 грудня
  - Верховна Рада України перейменувала місто Володимир-Волинський у Володимир[21].
  - Сіаосі Совалені обрано[en] прем'єр-міністром законодавчими зборами Тонга[en].
  - Космічний апарат Parker Solar Probe вперше в історії пролетів крізь Сонячну корону[22].
- 16 грудня
  - Велика Британія підписала історичну угоду про вільну торгівлю з Австралією.[23][24]
  - Поблизу міста Кадіс, Іспанія знайшли легендарний прадавній храм – Храм Мелькарта (фінікійський бог мореплавства та покровитель міста Тір) [25][26]
- 17 грудня
  - Світовий банк схвалив виділення Україні 300 мільйонів євро на підтримку реформ і пом'якшення наслідків пандемії коронавірусу.[27][28]
- 18 грудня
  - Індія провела випробування на острові Абдул Калам в Бенгальській затоці нової версії балістичної ракети Agni P, здатної нести ядерний заряд [29][30]
- 20 грудня
  - Компанія NVIDIA випустила масштабну новорічну карту для Minecraft, яка отримала назву RTX Winter World.[31][32]
  - В Японії представили автобус DMV компанії Asa Seaside Railways, який за 15 секунд перетворюється на поїзд[33][34]
  - Згідно з рейтингом популярності інтернет-ресурсів у 2021 році від компанії Cloudflare, сайт Google втратив лідерство на користь TikTok.[35][36]
  - У Мексиці обірвався підвісний міст з людьми, постраждало 23 людини.[37][38]
- 21 грудня
  - Команда астрономів, вивчаючи дані з космічного телескопа «Габбл», виявила першу сигнатуру магнітного поля навколо однієї з планет за межами Сонячної системи[39].
  - Верховний суд Європейського Союзу постановив, що авіарейс повинен вважатися скасованим з юридичної точки зору, якщо він був перенесений на більш ніж годину та пасажири можуть претендувати на компенсацію.[40][41]
- 22 грудня
  - Жертвами тайфуну «Рай» на Філіппінах стали 402 людини та 58 зникло безвісти, ще близько 1700 постраждали[42].
- 23 грудня
  - Україна і Сейшельські острови домовились про взаємне скасування візових вимог.[43][44]
  - Парламент Казахстану ухвалив закон про скасування смертної кари[45].
- 25 грудня
  - Запущено інфрачервоний космічний телескоп Джеймс Вебб вартістю понад 10 млрд дол. Проєкт розробляли з 1989 року.[46]
- 28 грудня
  - У Петербурзі відбулася неформальна зустріч лідерів країн-членів СНД (Азербайджан, Білорусь, Вірменія, Казахстан, Киргизія, Росія, Таджикистан, Туркменістан, Узбекистан), на якій також був Нурсултан Назарбаєв[47][48].
- 29 грудня
  - Біля південно-східного узбережжя Криту стався сильний землетрус, магнітуда якого складала 5,7, епіцентр знаходився на глибині 45 км[49][50]
  - Ілон Маск продав 934 090 акцій автовиробника Tesla на суму понад $1 мільярд.[51]
- 30 грудня
  - США і Південна Корея погодили попередній текст договору про припинення Корейської війни.[52][53]
  - Іран вивів на орбіту Землі ракету Simorgh з трьома супутниками для космічних досліджень.[54][55]
  - Україна та Франція провели спільні навчання у Чорному морі [56]
- 31 грудня
  - США продовжили роботу Міжнародної космічної станції (МКС) до 2030 року.[57][58]
  - В Британії схвалили застосування противірусної пігулки Pfizer від Covid-19.[59][60]
  - Американська компанія Apple офіційно призупинила роботу фабрики Foxconn на півдні Індії після протестів через масове харчове отруєння, а також погані умови роботи і проживання[61][62]